# Huta Radoryska
Huta Radoryska [pronunciación en polaco: /ˈxuta radɔˈrɨska/] es una aldea ubicada en el distrito administrativo de Gmina Krzywda, dentro del condado de Łuków, voivodato de Lublin, en el este de Polonia. Se encuentra a unos 4 kilómetros al suroeste de Krzywda, a 22 kilómetros al suroeste de Łuków, y a 67 kilómetros al noroeste de la capital regional Lublin.